# Stille Reserve (Arbeitsmarkt)

Übersicht der Situation in Deutschland (2008)

Als Stille Reserve bezeichnet man in der Arbeitsmarktforschung Personen, die unter bestimmten Bedingungen bereit wären, eine Arbeit aufzunehmen, sich aber bei der Arbeitsverwaltung nicht als arbeitslos melden.
Zur Stillen Reserve gehören überwiegend solche Personen, die keinen Anspruch auf Arbeitslosenunterstützung haben, zum Beispiel  Hausfrauen, die bisher keiner Berufstätigkeit nachgegangen sind, Studenten, Schüler und Rentner, die zumeist eine Nebentätigkeit suchen. Zum Teil findet man in der Stillen Reserve aber auch Personen, die sich entmutigt vom Arbeitsmarkt zurückgezogen haben, weil sie nach langer Arbeitslosigkeit keinen Arbeitsplatz gefunden haben.
Volkswirtschaftlich relevant hieran ist, dass die Personen der stillen Reserve auf Grund ihres Rückzugs vom Arbeitsmarkt nicht in die Berechnung der Arbeitslosenquote eingehen. (Siehe auch: Arbeitslosenstatistik)
In Deutschland zählten 2024 insgesamt 3,1 Millionen Personen zur stillen Reserve. Knapp 60 Prozent verfügten davon über ein mittleres oder hohes Qualifikationsniveau.